# تیم ملی فوتبال امارات متحده عربی
تیم ملی فوتبال امارات متحده عربی (به عربى: منتخب الإمارات العربية المتحدة لكرة القدم) نماینده فوتبال آسیا در مسابقات بین‌المللی است. این تیم مجموعه‌ای است از بهترین بازیکنان رشته فوتبال در امارات و زیر نظر فدراسیون فوتبال این کشور فعالیت می‌کند و عضو فیفا است.
امارات در سال ۱۹۹۰ میلادی توانست در دور پایانی جام جهانی فوتبال شرکت کند، اما هر سه بازی خود را باخت.

## افتخارات
برنز بازی‌های آسیایی ۲۰۱۸
سومی جام ملت‌های آسیا ۲۰۱۵
قهرمانی جام ملت‌های خلیج فارس ۲۰۱۳
نقره بازی‌های آسیایی ۲۰۱۰
قهرمانی جام ملت‌های جوانان (زیر ۱۹ سال) آسیا ۲۰۰۸
قهرمانی جام ملت‌های خلیج فارس ۲۰۰۷
نایب قهرمانی جام ملت‌های آسیا ۱۹۹۶
صعودها
المپیک: ۲۰۱۲
جام جهانی زیر ۲۰ سال: ۱۹۹۷–۲۰۰۹
جام جهانی زیر ۱۷ سال: ۱۹۹۱–۲۰۰۹
جام جهانی ۱۹۹۰